# ヴィーザル

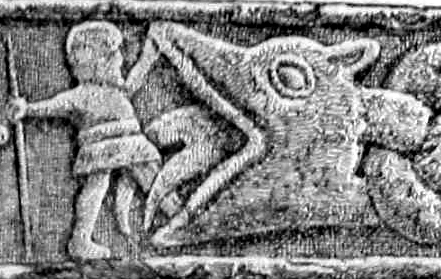
Gosforth Crossに刻まれた同じ場面。

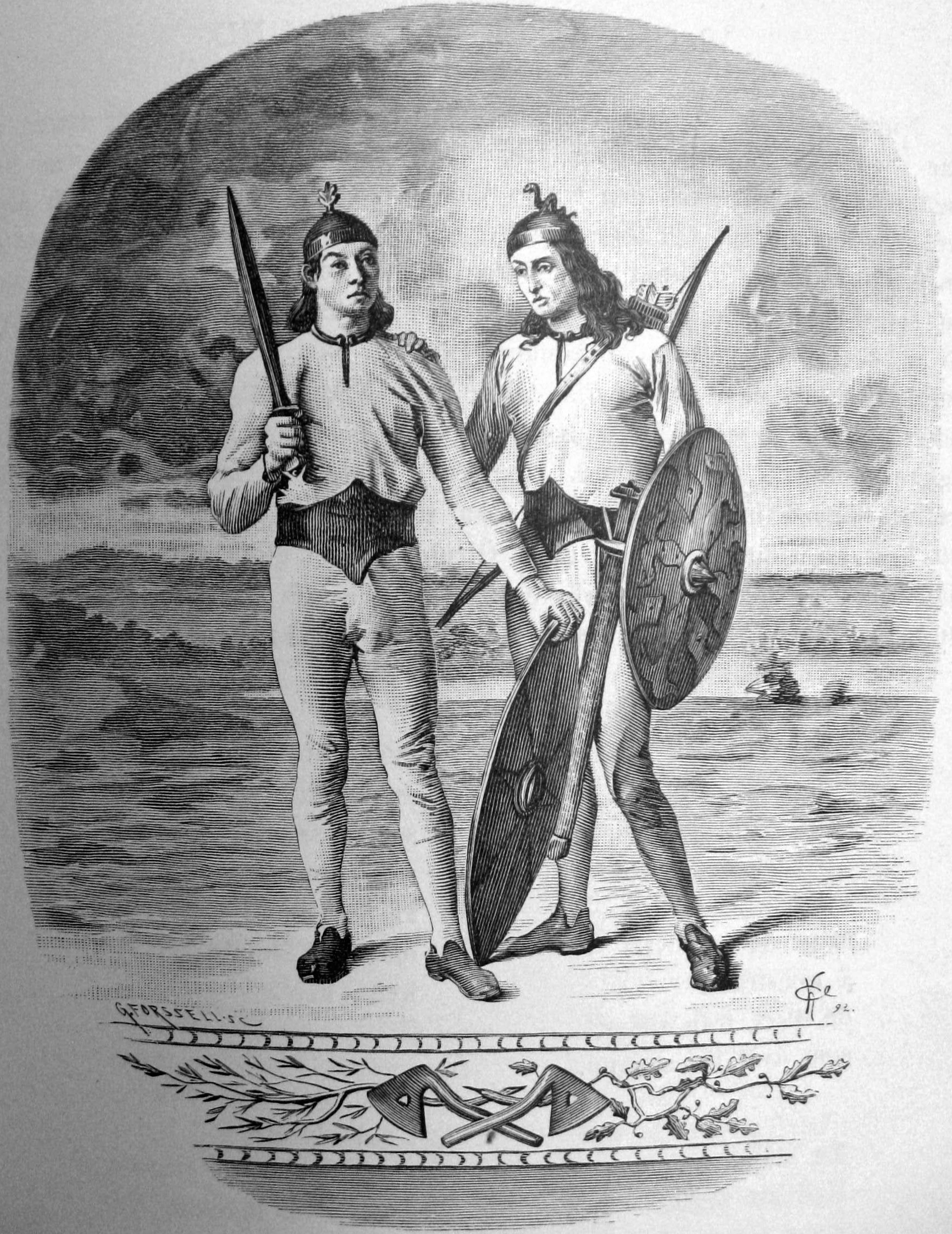
ヴィーザルとヴァーリ。

ヴィーザル（古ノルド語: Víðarr 英語: Vidar）は、北欧神話の神の一人。その名は「森」、あるいは「広い場所」を意味している。
父はオーディン、母は巨人族のグリーズで彼女に与えられた強い靴を履いている。
トールと同等の力を持つとされ、アース神族から非常に頼りにされているといわれているが、ヴィージと呼ばれる森で半ば隠遁生活を送っている。
『古エッダ』の『ロキの口論』においては、エーギルの広間で開かれた宴の席にロキが乱入してきた際、父に命じられるままに席を立ち、彼に黙々と酒をついでいる。間もなくロキが神々と口論を始めたが、ヴィーザルだけがロキから詰られなかった。
ラグナロクにおいてはオーディンを飲み込むフェンリルを倒す活躍を見せるが諸説がある。『古エッダ』の『ヴァフスルーズニルの言葉』第53節や『スノッリのエッダ』第一部『ギュルヴィたぶらかし』51章では「強い靴で下顎を踏みつけ、上顎をつかんで引き裂いた」とされている。また『古エッダ』の『巫女の予言』では「剣を心臓に突き刺した」とされている。
彼の「強い靴」は、人々が自分の靴を作る際、千切り取った爪先と踵の部分の皮をつなぎ合わせて作った物で鉄のように固く、そのおかげでフェンリルの顎を踏みつけることができたという。
オーディンとリンドの子ヴァーリとともにラグナロクを生き残り、新しい世界を見守る神の1柱となる。
なお『スノッリのエッダ』の『詩語法』ではヴィザールを表すケニングとして、「無口のアース」、「鉄靴の所有者」、「フェンリル狼の敵で殺し手」などを紹介している。

## ヴィシュヌとの類似性
語源的にインド神話の神ヴィシュヌと関連する、という説もある（ジョルジュ・デュメジルの説）。ヴィシュヌが世界を三歩で踏みつける神ならば、ヴィーザルは世界大のオオカミであるフェンリルの顎を踏みつける、というわけである。
さらに、ヴィシュヌが世界を踏んだ理由は、神々の敵アスラの王マハーバリが天と地と地底を支配したため、神々に頼まれ、これを取り戻すためであった。
つまりアヴァターラ（化身）の一つヴァーマナの姿で、三歩で歩いた面積の土地をくれるようマハーバリに求め、彼が了承すると、直ちに巨大化して天と地を踏み、三歩目はマハーバリの額に下ろした。
これによってヴィシュヌは世界をアスラから取り戻した。
ヴィーザルもまた、ラグナロクという危機に際して初めて世界に介入し、一歩を狼の顎に下ろす。そして悪の力が一時的に勝利した後に現れ、世界の再建にあたるのである。